# Battaglia di Öland
La battaglia di Öland (citata anche come Oeland o collocata presso le Ertholme) fu un combattimento navale che vide confrontarsi,  nell'ambito della guerra di Scania, l’alleanza dano-norvegese e olandese contro gli svedesi, nelle acque tra le isole Ertholme e quelle a sud dell’isola di Öland, l’11 giugno 1676 (data secondo il calendario gregoriano usato ai giorni nostri, ossia il 1º giugno 1676 di quello giuliano).

## La battaglia
L'11 giugno 1676, durante la guerra di Scania, nelle acque tra le isole Ertholme e quelle a sud dell’isola di Oeland, l’ammiraglio Cornelis Tromp al comando di una flotta alleata dano-norvegese e olandese, composta una flotta alleata composta da 25 navi di linea, 10 fregate e 5 brulotti, si scontrò la flotta svedese dell’ammiraglio Lorentz Creutz composta da 26 vascelli, 12 fregate e 7 brulotti. Nel combattimento che ne seguì, l’alleanza inflisse una grave sconfitta agli svedesi i quali persero 8 unità, tra cui 3 vascelli, 1 400 uomini e videro la morte degli ammiragli Creutz e Uggla che saltarono in aria con le loro navi.